# Hypogastrura iwamurai
Hypogastrura iwamurai är en urinsektsart som beskrevs av Riozo Yosii 1960. Hypogastrura iwamurai ingår i släktet Hypogastrura och familjen Hypogastruridae. Inga underarter finns listade i Catalogue of Life.